# Province de l'Ouest (Îles Salomon)
Pour les articles homonymes, voir Province de l'Ouest.
La province de l'Ouest est une des provinces des Salomon. Elle est constituée de l'archipel de la Nouvelle-Géorgie, des îles Treasury et des îles Shortland.
La région est la première des Salomon pour ce qui est de la superficie (5 475 km²), la seconde pour la population (62 739 habitants). La capitale de la province est Gizo, une ville d'environ 6 000 habitants. Elle est divisée en 26 wards.
Bien que le tourisme soit relativement découragé dans l'archipel, cette province accueille de nombreux touristes, notamment amateurs de plongée sous-marine.

## Liste des wards
- Central Ranongga
- Ghizo (capitale Gizo).
- Inner Shortlands
- Irringgila
- Kolombaghea
- Kusaghe
- Mbilua
- Mbuin Tusu
- Munda
- Ndovele
- Nggatokae
- Nono
- Noro Town
- North Kolombangara
- North Ranongga
- North Rendova
- North Vangunu
- Nusa Roviana
- Outer Shortlands
- Roviana Lagoon
- Simbo
- South Kolombangara
- South Ranongga
- South Rendova
- Vonavona
- Vonunu